# Grace Lee Boggs
Grace Lee Boggs est une écrivaine, militante sociale et philosophe-féministe américaine née le 27 juin 1915 à Providence, Rhode Island aux États-Unis et morte le 5 octobre 2015. 
Elle est connue pour ses longues années de collaboration politique avec C. L. R. James et Raya Dunayevskaya dans les années 40 et 50. Dans les années 60 son mari, James Boggs, et elle-même, ont pris leur propre direction politique et ce, pendant 40 ans. En 1998, elle écrit quatre livres dont une autobiographie. En 2011, toujours active à l’âge de 95 ans, elle écrit un cinquième livre, The Next American Revolution: Sustainable Activism for the Twenty-First Century à l’aide de Scott Kurashige (notamment auteur) et est publiée par l’University of California Press. Elle est reconnue comme une figure clé du mouvement asiatique américain, autrement dit, de « l'Asian American Movement ».

## Biographie

### Enfance et éducation
Grace Lee Boggs est née le 27 juin 1915 à Providence, Rhode Island aux États-Unis, au dessus du restaurant de son père. Elle passe son enfance dans un quartier de la classe moyenne, habité principalement par des Américains d'ascendance européenne. 
À l’origine, son prénom chinois donné à la naissance est Yu Ping (玉平) "Paix de Jade" en français. Elle est la fille de Chin Lee (1870-1965) et de Yin Lang Ng (sa seconde épouse), qui deviendra un modèle féministe précoce pour Boggs. Ses deux parents sont originaires de Taishan, Guangdong dans la dynastie de Qing, en Chine. Son père, Chin Lee, est né à Chin Dong Goon (Chin étant son nom de famille). Après avoir immigré de Chine aux États-Unis dans la ville de Seattle en 1911, il prit le nom de Chin Lee et le nom de famille, initialement Chin Lee, a été raccourci par Lee. La première femme de Lee ne donnant naissance qu’à des garçons a été quittée pour une femme plus jeune. Yin Lan est née dans la famille Ng qui était une famille si pauvre que son oncle Yin l’a vendue en tant qu’esclave mais elle réussit à s’échapper par la suite. Ce même oncle a par ailleurs arrangé le mariage des parents de Grace Lee. 
Grace Lee Boggs a eu cinq frères et sœurs : Katherine, Edward (né en 1920), Philip, Robert et Harry (né en 1918).

### Éducation
Bénéficiaire d’une bourse d’étude, Grace Lee entame des études de philosophie au Barnard College à l’université Columbia. Elle est alors la seule et unique femme étudiante dont les parents sont d'ascendance chinoise. Elle y étudie Kant et surtout Hegel, dont la philosophie dialectique marquera sa propre œuvre,. Elle passe ses examens de licence au Bryn Mawr College en 1937, sous la direction de  Paul Weiss. En 1940, elle y passe également son doctorat, avec une thèse portant sur les travaux de George Herbert Mead,.

### Mariage et relation avec James Boggs
En 1953 Grace Lee se marie avec James Boggs, un éminent activiste et organisateur. Pendant 40 ans ils ont été mariés jusqu’à la mort de James Boggs en 1993. Ils ont construit ensemble une vraie relation durable et solide, non seulement maritalement mais aussi intellectuellement et politiquement. « Cette relation était un véritable partenariat égalitaire, remarquable pour son couple unique et pour sa longue durée, mais aussi pour sa faculté à générer constamment une réflexion théorique et des modes d'engagement militant ».
Ensemble, ils ont contribué à la fondation de la National Organization for an American Revolution (NOAR) qui publiait également de la littérature militante,.

### Carrière professionnelle
Après l'obtention de sa thèse, Grace Lee Boggs déménage à Chicago en 1940. Dans les années 1940, elle rencontre de nombreux obstacles dans le monde académique et finit par accepter un travail peu rémunéré à la bibliothèque de philosophie de l'université de Chicago. En raison de son militantisme en faveur des droits des locataires, elle rejoint le Workers Party, un petit parti trotskyste avec un positionnement de troisième camp, c'est à-dire rejetant à la fois le stalinisme et  le capitalisme. Dans ce cadre, elle participe à des activités anti-guerre.   
À ce moment-là sa carrière s'oriente selon un intérêt qu'elle suivra pour le reste de sa vie : les luttes de la communauté afro-américaine.
Lors d’une conférence à Chicago, elle rencontre C. L. R. James et déménage par la suite à New York. Elle rencontre plusieurs activistes et des personnalités culturelles telles que l’auteur Richard Wright et la danseuse Katherine Dunham. Elle traduit pour la première fois en anglais les Manuscrits de 1844 de Karl Marx.
Au sein du Workers Party, elle adhère rapidement à la Tendance Johnson-Forest, dirigée par C.L.R. James et Raya Dunayevskaya.  Elle-même y occupe bientôt un rôle dirigeant. Ces derniers se concentrent plus particulièrement sur les groupes marginalisés tels que les femmes, les personnes de couleur et les jeunes, et rompent avec la notion de parti d'avant-garde. Alors qu'ils fonctionnaient initialement en tant que tendance du Workers Party, James et Dunayevskaya intègrent rapidement le Socialist Workers Party, avant de quitter complètement la gauche trotskyste. La tendance Johnson-Forest considère que l'URSS est un capitalisme d'État. Grace Lee Boggs a fourni des articles pour la Tendance Johnson-Forest sous son pseudonyme du parti, Ria Stone. 
En 1953, elle déménage à Détroit, où elle se met à publier une lettre d'information politique radicale bi-hebdomadaire nommée Correspondence*. Cette même année, elle rencontre et épouse James Boggs, un ouvrier automobile et militant politique afro-américain. Pour s'assurer un revenu, elle occupe des emplois très divers comme secrétaire, enseignante et ouvrière d'usine.
Le couple poursuit  leur engagement pour les droits civils et l'activisme du mouvement Black Power. Comme le précise le chercheur Brian Doucet dans son entretien réalisé avec Grace Lee Boggs en 2014, « vivre à Détroit a influencé la pensée de Boggs sur le rôle de l'automatisation, de la fuite des capitaux et du racisme». En 1970, Lee Boggs a participé à la fondation de la Detroit Asian Political Alliance. 
Lorsqu’à la moitié des années 50, C. L. R James and Raya Dunayevskaya se séparèrent pour fonder le Correspondence Publishing Committee dirigé par James et le News and Letters commitees dirigé par Dunayevskaya, Grace Lee Boggs et James Boggs soutinrent le Correpondence Publishing Committee, que James essaya de conseiller alors qu'il était en exil en Grande-Bretagne.
En 1962, les Boggs rompirent avec James et  poursuivirent le Correspondence Publishing Committee avec Lyman Paine et Freddy Paine, alors que les partisans de James, comme Martin Glaberman, poursuivaient leurs activités au sein d'une organisation éphémère, Facing Reality. Les idées qui ont constitué la base de la scission de 1962 apparaissent dans le livre de James Boggs, The American Revolution : Pages from a Black Worker's Notebook. En 1964, Grace essaya, mais sans succès, de convaincre Malcolm X de se présenter au Sénat des États-Unis. Durant ces années, Grace Boggs écrivit plusieurs livres, dont Revolution and Evolution in the Twentieth Century, en compagnie de son mari, et s'est consacrée au militantisme communautaire à Détroit, où elle est devenue une militante très connue.
En 1979, Grace Lee Boggs et son conjoint James Boggs ont participé à la fondation de la National Organization for an American Revolution (NOAR).
Dans l'introduction d'une longue interview, l'universitaire Karín Aguilar-San Juan évoque un des aspects du militantisme de Grace Lee Boggs : « Bien que convaincue que les inégalités raciales et de genre exigeront toujours une bataille, Grace reste catégorique sur le fait que l'activisme basé sur les droits civils ne mènera pas aux profonds changements de la société qu'un état supérieur de l'évolution humaine exige. » Elle poursuit en expliquant que le « chemin politique » de Boggs a été « guidé par son analyse des changements historiques et mondiaux, associée à une participation et une attention quotidiennes aux luttes des gens sur le terrain ». Dans cette entrevue, Boggs évoque sa relation à son héritage asiatique américain, ses expériences avec le mouvement Black Power, et de nombreux autres sujets.
En 1992, Grace Lee Boggs a créé Detroit Summer, un projet multiculturel et intergénérationnel pour les jeunes, et a été récompensée par de nombreux prix. Par ailleurs, la résidence de Boggs à Détroit sert également de siège au Boggs Center to Nurture Community Leadership. Ce centre a été créé au début des années 1990 par des proches de Grace Lee et James Boggs et demeure aujourd’hui un centre de projets communautaires, d'organisation de base et d'activisme social, tant au niveau local que national.
Alors même qu'elle est très âgée, Grace Lee Boggs poursuit son intense activité d'écriture. En 1998, elle publie son autobiographie, Living for Change. Jusqu'en 2005, elle poursuit sa chronique pour le journal Michigan Citizen, et publie en 2011 un manifeste politique : The Next American Revolution : Sustainable Activism for the Twenty-First Century. 
Un film documentaire a été consacré à sa vie : American Revolutionary The Evolution of Grace Lee Boggs (2013), produit et réalisé par la cinéaste américaine Grace Lee. 
Grace Lee Boggs a également participé à la conférence ‘Activism, Ethnic Studies, Diaspora, and Beyond' qui s'est déroulée à l'Université Northwestern en 2005, et qui a été transcrite dans  New Centennial Review. Son allocution du 2 mars 2012 à la Pauley Ballroom de l'Université Berkeley: "On Revolution, A Conversation Between Grace Lee Boggs and Angela Davis" a été transcrite dans la revue Race, Poverty & the Environment.
Grace Lee Boggs est décédée le 5 octobre 2015, à l'âge de 100 ans,.

## Héritage
En 2013, une école nommée The James and Grace Lee Boggs School a été ouverte à Détroit, dans le Michigan. Cette dernière enseigne aux élèves de la maternelle à la 8e année, et parmi ses valeurs fondamentales se trouvent la pensée critique, la collaboration et l'autodétermination.
En 2014, le Social Justice Hub du tout nouveau University Center de The New School a été nommé Baldwin Rivera Boggs Center, en hommage aux activistes Boggs, James Baldwin et Sylvia Rivera.
En 2016 a été publié la double biographie In Love And Struggle : The Revolutionary Lives of James and Grace Lee Boggs, de Stephen M. Ward.
Boggs a été le sujet d'un dossier du FBI qui enquêtait sur les rôles des Black Panthers et des mouvements nationalistes noirs. Lorsque les fichiers ont été divulgués, ils ont révélé des commentaires suggérant que Boggs est « probablement afro-chinoise » .

## Ouvrages
- (en) Grace Lee Boggs et Scott Kurashige, The Next American Revolution: Sustainable Activism for the Twenty-First Century, Los Angeles, University of California Press, 2011, 224 p. (ISBN 9780520269248).
- (en) Grace Lee Boggs (préf. Ossie Davis), Living For Change: An Autobiography, Minneapolis, University of Minnesota Press, 1998, 328 p. (ISBN 9780816629558).
- (en) Grace Lee Boggs, Conditions of Peace: An Inquiry : Security, Democracy, Ecology, Economics, Community, coll. « Expro Press », 1991, 254 p..
- (en) Grace Lee Boggs, Women And The Movement To Build A New America, Detroit, National Organization for an American Revolution, 1978, 30 p..
- (en) James Boggs et Grace Lee Boggs, Revolution And Evolution In The Twentieth Century, Monthly Review Press, 1974, 266 p. (ISBN 9780853453222).
- (en) C.L.R James, Raya Dunayevskaya et Grace Lee, State Capitalism & World Revolution, 1950, 160 p.
- * The Invading Socialist Society (with C.L.R. James and Raya Dunayevskaya) (1947)
- (en) Grace Lee Chin, George Herbert Mead : Philosopher Of The Social Individual, Columbia University Press, 1945, 110 p. (ISBN 9781258318369).